# Années 1270 av. J.-C.
Les années 1270 av. J.-C. couvrent les années de 1279 av. J.-C. à 1270 av. J.-C.

## Événements
- 1279-1270 av. J.-C. : Paser II, vice roi de Koush (an 25-an 34 du règne de Ramsès II)[1].

- 1279-1265 av. J.-C.[2] : règne de Kadashman-Enlil II, roi Kassite de Babylone ; sous son règne l’Élamite Untash-napirisha envahit la Babylonie et ravage le territoire d’Eshnunna[3].
- 1277 av. J.-C. : le vizir d’Égypte Paser devient grand prêtre d'Amon (an 27-an 38 du règne de Ramsès II). Son fils Khay lui succède comme vizir du sud[4].

- 1275-1240 av. J.-C. : règne de Untash-napirisha, roi d’Élam[3].
- 1274-1245 av. J.-C.[2] : règne de Salmanazar Ier, roi d’Assyrie[3]. Il bat définitivement Shattuara, fils de Wasasatta, roi Hourrite révolté du Hanigalbat. Avec la conquête de Harran et de Karkemish, il pacifie la région, fait 14 400 prisonniers, annexe à nouveau le Mitanni et établit définitivement sa frontière sur l’Euphrate. Il part en campagne en Urartu et contre les Gutis.
- 1274 av. J.-C. : premier jubilé (fête-Sed) de Ramsès II (an 30 de son règne), suivi de 13 autres célébrées tous les trois ans environ jusqu’en l’an 67[5].
- 1273 av. J.-C. : un tremblement de terre à Abou Simbel détruit les fondations du temple en construction ainsi que les piliers et les statues (an 31 du règne de Ramsès II[4]). Le chantier peut reprendre ensuite jusqu’à son achèvement.
- 1270 av. J.-C. : Ramsès II épouse la fille du roi du Hatti Hattushili III (an 34 de son règne)[4]. Elle prend le nom de Maâthornéferourê.
- 1270-1266 av. J.-C. :  Houy, vice-roi de Kouch (an 34-an 38 du règne de Ramsès II)[4].